# Gare de Saint-Julien-sur-Garonne
Pour les articles homonymes, voir Gare de Saint-Julien.
La gare de Saint-Julien-sur-Garonne est une ancienne gare ferroviaire française de la ligne de Toulouse à Bayonne, située sur le territoire de la commune de Saint-Julien-sur-Garonne, dans le département de Haute-Garonne en région Occitanie. 
Elle est mise en service en 1862 par la Compagnie des chemins de fer du Midi et du Canal latéral à la Garonne et fermée au XXe siècle.

## Situation ferroviaire
Établie à 232 mètres d'altitude, la gare de Saint-Julien-sur-Garonne est située au point kilométrique (PK) 48,607 de la ligne de Toulouse à Bayonne, entre les gares de Carbonne et de Cazères-sur-Garonne. 

## Histoire
La station de Saint-Julien est mise en service le 9 juin 1862 par la Compagnie des chemins de fer du Midi et du Canal latéral à la Garonne lorsqu'elle ouvre la section de Portet-Saint-Simon à Montréjeau, qui permet la circulation des trains depuis Toulouse. C'est l'une des 14 stations situées entre Toulouse et Montréjeau.
Elle est fermée dans la deuxième partie du XXe siècle par la Société nationale des chemins de fer français (SNCF).

## Patrimoine ferroviaire
L'ancien bâtiment voyageurs est devenu une habitation privée.